# Лунлінь-багатонаціональний автономний повіт
24°43′00″ пн. ш. 105°26′00″ сх. д. / 24.716666666667° пн. ш. 105.43333333333° сх. д.
Лунлінь-багатонаціональний автономний повіт (кит. 隆林各族自治县, пін. Lónglín Gèzú Zìzhìxiàn) — один із повітів КНР у складі префектури Байсе, Гуансі-Чжуанський автономний район. Адміністративний центр — містечко Сіньчжоу.

## Географія
Лунлінь-багатонаціональний автономний повіт лежить на висоті близько 600 метрів над рівнем моря на півдні Юньнань-Гуйчжоуського плато.

### Клімат
Повіт знаходиться у зоні, котра характеризується вологим субтропічним кліматом. Найтепліший місяць — липень із середньою температурою 25,7 °C. Найхолодніший місяць — січень, із середньою температурою 10,4 °С.
| Клімат повіту Лунлінь-Ге | Клімат повіту Лунлінь-Ге | Клімат повіту Лунлінь-Ге | Клімат повіту Лунлінь-Ге | Клімат повіту Лунлінь-Ге | Клімат повіту Лунлінь-Ге | Клімат повіту Лунлінь-Ге | Клімат повіту Лунлінь-Ге | Клімат повіту Лунлінь-Ге | Клімат повіту Лунлінь-Ге | Клімат повіту Лунлінь-Ге | Клімат повіту Лунлінь-Ге | Клімат повіту Лунлінь-Ге | Клімат повіту Лунлінь-Ге |
| Показник                 | Січ.                     | Лют.                     | Бер.                     | Квіт.                    | Трав.                    | Черв.                    | Лип.                     | Серп.                    | Вер.                     | Жовт.                    | Лист.                    | Груд.                    | Рік                      |
| Середній максимум, °C    | 15,2                     | 18,3                     | 22,8                     | 27,8                     | 29,7                     | 30,3                     | 31                       | 31,1                     | 29,2                     | 25,1                     | 21,4                     | 17,1                     | 24,9                     |
| Середня температура, °C  | 10,4                     | 12,8                     | 16,6                     | 21,2                     | 23,8                     | 25,1                     | 25,7                     | 25,3                     | 23,3                     | 19,9                     | 15,9                     | 11,7                     | 19,3                     |
| Середній мінімум, °C     | 7,4                      | 9,2                      | 12,4                     | 16,5                     | 19,4                     | 21,5                     | 22,3                     | 21,8                     | 19,7                     | 16,8                     | 12,5                     | 8,4                      | 15,7                     |
| Норма опадів, мм         | 21.9                     | 24.3                     | 34.8                     | 57.5                     | 155.4                    | 225.2                    | 227.1                    | 172.4                    | 102.3                    | 71.5                     | 39.8                     | 17.1                     | 1149.3                   |
| Вологість повітря, %     | 81                       | 78                       | 73                       | 72                       | 76                       | 83                       | 84                       | 84                       | 82                       | 84                       | 83                       | 81                       | 80.1                     |
| ------------------------ | ------------------------ | ------------------------ | ------------------------ | ------------------------ | ------------------------ | ------------------------ | ------------------------ | ------------------------ | ------------------------ | ------------------------ | ------------------------ | ------------------------ | ------------------------ |
| Джерело: data.cma.cn     |                          |                          |                          |                          |                          |                          |                          |                          |                          |                          |                          |                          |                          |